# Dammen (Nykils socken, Östergötland)
Dammen är en sjö i Linköpings kommun i Östergötland och ingår i Motala ströms huvudavrinningsområde.